# Grigore Ilisei
Grigore Ilisei (n. 20 noiembrie 1943, satul Văleni, comuna Mălini, județul Baia) este un scriitor și jurnalist român.

## Biografie
Grigore Ilisei s-a născut la 20 noiembrie 1943 în satul Văleni, din comuna Mălini, județul Baia. Primește la botez trei prenume, Grigore, cel a Sfântului din calendarul zilei, Grigore Decapolitul, Dragoș, cel convenit de părinți înainte de naștere, și Gheorghe, cel adăugat de bunica maternă Ana Zăhărescu la declararea nașterii la Primăria din Mălini. 
Părinții: Ilie Ilisei, preot, absolvent în 1937 al Facultății de Teologie din Cernăuți, și Georgeta, născută Zăhărescu, învățătoare. Din parohia pe care o păstorea părintele Ilisei în anul nașterii acestui al doilea copil (primul, Maria, murise la scurt timp de la naștere în satul Avântul din județul Iași), făcea parte, alături de satul Văleni, și Poiana Mărului. E localitatea în care s-a născut Nicolae Labiș. Familia Labiș, învățătorii Eugen și Profira și cei doi copii, Nicolae și Margareta, au luat parte la botezul băiatului familiei Ilisei în decembrie 1943 din casa parohială din Văleni.
În martie 1944, împreună cu mama, Georgeta și o soră a tatălui, Saveta, s-a refugiat în comuna Capu Piscului din Muscel, din pricina frontului care se apropia, rămânând aici până la 1 aprilie 1945. În acest interval de timp tatăl a făcut naveta între Văleni și Capu Piscului.
Și-a început în 1950 școlaritatea în satul Mănăstioara, comuna Preutești, raionul Fălticeni, regiunea Suceava, noua parohie a părintelui Ilisei. A urmat la școala primară de aici primele trei clase. A terminat ultima clasă primară la Școala Generală Nr. 1 din Fălticeni, oraș în care părintele său devenise slujitor la Biserica „Sfinții Arhangheli Mihail și Gavril” Fălticenii Vechi. A finalizat cele șapte clase la Școala Generală Nr. 1, dar în clasa a șasea a fost elev la Școala Generală Nr. 2 Fălticeni. În 1957 a fost admis elev la Școala Medie Nr.1 din Fălticeni, fostul Liceu „Nicu Gane”, actualul Colegiu Național „Nicu Gane”. În 1961 susține cu succes examenul de admitere la Facultatea de Filologie, Secția Română, a Universității „Al. I. Cuza”, pe care o absolvă în 1966 cu o lucrare de stat consacrată lui Geo Bogza. 
Debutează în presă în 1961 în ziarul „Zori Noi” de la Suceava, cu pseudonimul Grigore Spiru, atribuit de redacție . A mai semnat cu pseudonimul Dragoș Văleanu, dar odată cu debutul literar a publicat cu numele de Grigore Ilisei.  
Colaborează în Iași la ziarul „Flacăra Iașului”, precum și la ziare centrale, iar din 1964 e colaborator al Radioului Iași, al cărui redactor a devenit în septembrie 1966 .  
Între 1968 și 1973 e corespondentul Radioului București pentru județele Iași și Vaslui, iar în 1973, timp de trei luni, a făcut parte, ca redactor-șef adjunct, din echipa de conducere care a lansat în eter la București Programul III, primul post de radio F.M. din România, cunoscut mai târziu sub denumirea de România Tineret. Din 1 aprilie 1973 este numit redactor-șef adjunct al Studioului Teritorial de Radio și Televiziune Iași. Începe o fructuoasă colaborare cu Televiziunea Română, pentru care realizează reportaje, documentare din străinătate și transmisiuni sportive. E prezent și în emisiunile Radioului București, fiind unul dintre crainicii cunoscutului radioprogram „Fotbal minut cu minut”. În același timp semnează emisiuni de cultură, în special literare, pe Programul II al postului central de radio. La 1 august 1983 este licențiat din Radioteleviziunea Română într-o epurare politică ce i-a vizat pe 83 de jurnaliști și tehnicieni din instituție , ca urmare a preluării acesteia de Secția de Cadre a C.C. al P.C.R. Din acel moment a intrat în redacția revistei „Convorbiri literare”, ca redactor și apoi redactor de rubrică, ocupându-se de paginile de proză, publicistică, arte, și fiind redactor-responsabil al Almanahului revistei.   
În 22 decembrie 1989 a redeschis împreună cu ceilalți foști colegi radiofoniști Radio Iași, studio teritorial desființat, aidoma tuturor posturilor regionale, de regimul Ceaușescu în 12 ianuarie 1985. Director din 1990 al Studioului Teritorial de Radio și Televiziune Iași, ales de colectivul redacțional, a contribuit la refacerea din temelii a instituției suprimate de defuncta stăpânire și a  promovat o direcție editorială concordantă cu standardele presei libere. În realizarea acestui țel a inițiat programe de formare profesională împreună cu mari televiziuni occidentale, între care B.B.C. În 2 noiembrie 1991 a inițiat marcarea a 50 de ani de la prima emisiune de radio la Iași, prin Postul de Radio Moldova, parte a Societății Române de Radiodifuziune, predecesorul Radioului Iași. Cu prilejul acestui jubileu s-au inaugurat în 3 noiembrie 1991 și emisiunile regionale de televiziune, prin crearea postului TVR Iași . Și urmare a demersurilor sale TVR Iași a fost admisă în mai 1992 ca membru al CIRCOM Regional, organizația televiziunilor europene regionale. În 1994 TVR Iași a găzduit la inițiativa sa a X-a Conferința CIRCOM, prima care și-a desfășurat lucrările în Europa de Est, cu participarea a peste 200 de teleaști din toată Europa. În cadrul Conferinței a avut loc primul Seminar CIRCOM de formare profesională pentru tinerii jurnaliști de televiziune din Estul Europei. Din 1994 este director la TVR Iași, care, prin noua Lege de funcționare a celor două Societăți Naționale de Radio și Televiziune, capătă statut de instituție de sine stătătoare. Din 1997 se consacră în totalitate activității de creație în televiziune ca realizator de emisiuni, ca o consecință a numirilor politice generate de noua legislație a celor două servicii publice de radio și televiziune. Își încheie activitatea pe acest tărâm în 2008, dar continuă să fie colaborator al Televiziunii ieșene și a celei centrale.
În anii 2004/2005, timp de 14 luni, a fost, prin detașare, numit atașat cultural al României în Tunisia. 
În paralel cu activitatea de jurnalist de radio, televiziune și presă scrisă, s-a manifestat și în plan literar, debutând cu o povestire intitulată „Singurătate”  în revista „Cronica ” de la Iași, în 1970, săptămânal în care a publicat cu asiduitate atâta timp cât acesta a existat. A colaborat la cele mai importante reviste culturale și literare românești, „România literară”, „Contemporanul”, „Convorbiri literare”, „Steaua”, „Ateneu”. Debutul editorial s-a produs în 1972 la Editura Junimea cu volumul de proză scurtă „Năvod pentru scrumbii albastre”. În 1975 a fost primit ca membru stagiar în Uniunea Scriitorilor, devenind membru titular în 1977, an în care a fost ales și în Comitetul de Conducere al Asociației Scriitorilor din Iași. A fost onorat prin votul colegilor de breaslă scriitoricească de mai multe ori cu această responsabilitate, iar în anul 2001 a fost ales să conducă, în calitate de secretar, Filiala din Iași a Uniunii Scriitorilor, magistratură pe care a asigurat-o până în 2004. 
Alături de pasiunea pentru sport, mijită din copilărie, a mai căpătat începând de la debutul anilor '70 ai veacului trecut o ardentă atracție pentru artele frumoase, în special pentru pictură. Și-a alcătuit o cuprinzătoare colecție de artă, pe care autorul  a numit-o în cele două ediții, 2012, 2021, ale albumului acesteia „a afinităților elective”.  Scrie și publică  de decenii bune despre artiști plastici, semnând și mai multe monografii consacrate unor nume reprezentative pentru artele frumoase românești, precum Călin Alupi, Victor Mihăilescu Craiu, Eugen Ștefan Boușcă, Iulia Hălăucescu. A conturat profilurile unor zugravi de subțire în zeci de filme de televiziune, a vernisat expoziții și contribuit la organizarea unor retrospective menite a readuce în atenție creațiile lui Alupi la 90 de ani de la naștere (1996) ori Craiu la centenar (2008). 
Din 1992 până în 2012 a predat jurnalismul ca profesor asociat la universitățile ieșene, „Mihail Kogălniceanu”, „Petre Andrei”, „Ștefan Lupașcu” și „Apollonia”.  În anul 2014 a fost ales membru al Adunării Eparhiale a Arhiepiscopiei Iașilor, mandat reînnoit în 2018, când a devenit și membru al Adunării Naționale Bisericești, for în care face parte din Secretariatul Adunării. Între 2014 și 2018 a figurat în Consiliul Eparhial al Arhiepiscopiei Iașilor.
În 22 noiembrie 1965 se căsătorește cu Ecaterina Moldovan, studentă în anul al III-lea la Secția Franceză-Română a Facultății de Filologie de la Universitatea „Al. I. Cuza” Iași, fiind împreună vreme de aproape 55 de ani, până la trecerea la cele veșnice a Doamnei sale în 20 septembrie 2020. Au fost fericiți să aibă un băiat, Dragoș Ion, medic, șef de Departament Medicină Internă la Spitalul din Nivelles, Belgia. Din căsătoria acestuia cu Cristina Radu, absolventă de franceză-italiană a Facultății de Litere de la Universitatea „Al. I Cuza” Iași s-au născut doi copii, David (2008) și Sara Daria (2009). 
În toamna anului 2022 o parte a colecției personale de artă a devenit publică, printr-o donație făcută Mănăstirii Frumoasa. Colecția de Artă „Ecaterina și Grigore Ilisei” este expusă în Palatul Domnițelor, edificiu de secol XVIII, recent renovat, clădire ce găzduiește și Muzeul chinoviei. Tot în 2022, pe 19 iulie s-a inaugurat la Fălticeni, la Biblioteca Municipală „Eugen Lovinescu”, Donația „Ecaterina și Grigore Ilisei”, ce reconstituie spațiul de creație al scriitorului, prin cele peste 3000 de cărți, piese de mobilier, precum biroul de lucru, lucrări de artă, între care bustul în bronz al lui Nicolae Labiș, scrisori, manuscrise, fotografii.    

## Premii
- Premiul de proză al Asociației Scriitorilor din Iași pentru romanul Ceasul oprit (Editura Eminescu, 1980)
- Premiul de proză al revistei "Ateneu" pentru romanul Pasaj de rațe sălbatice (Editura Omnia, 1996)
- Premiul „Cea mai frumoasă carte” al Salonului de Carte Românească, Iași,1996, pentru Fălticeni – mon amour, semnată împreună cu Paul Miron (Editura Polirom, 1996)
- Premiul de publicistică al Filialei Iași a Uniunii Scriitorilor din România pentru De la apa Iordanului la fiordurile norvegiene (Editura Omnia, 1999)
- Premiul Vasile Pogor al Primăriei Iași pentru întreaga activitate, 2002

## Distincții
- Ordinul Meritul Cultural, clasa a III-A,1979
- Ordinul național pentru Merit în grad de Cavaler, „pentru meritele avute în creația artistică și promovarea culturii românești în țară și peste hotare, pentru abnegația deosebită în slujirea instituțiilor culturale din Moldova” [6], 16 ianuarie 2002
- Ordinul Ziariștilor clasa I
- Diploma de onoare a Uniunii Ziariștilor Profesioniști
- Crucea Patriarhală, acordată de Părintele Patriarh Teoctist în 2003[2]
- Cetățean de Onoare al municipiilor Iași și Fălticeni (2003) și al comunelor Rădășeni (2003) și Preutești (2018) din județul Suceava
- Crucea Moldavă a Mitropoliei Moldovei și Bucovinei (2018)
- Ordinul Național pentru Merit în Grad de Ofițer (2019)
- Ordinul „Mitropolit Iacov Putneanul” al Arhiepiscopiei Sucevei și Rădăuților (2021)
- Ordinul „Antim Ivireanul”, acordat de Patriarhia Bisericii Ortodoxe Române (2023)
- Marele Premiu „Mitropolitul Bartolomeu Valeriu Anania” (2024) „pentru remarcabila operă de zidire sufletească și pentru efortul exemplar de a păstra vii și nealterate valorile morale, culturale și de credință ale neamului românesc"
- „Crucea Nordului”, Copenhaga, 15 iunie 2024 (acordată de Preasfințitul Părinte Macarie, Episcopul ortodox român al Europei de Nord, „Crucea Nordului” e cea mai înaltă distincție a acestei eparhii)
- Ordinul „Zoe Dumitrescu Bușulenga - monahia Benedicta” (2024) al Arhipiscopiei Sucevei și Rădăuților

## Opera

### Beletristică
- Năvod pentru scrumbii albastre (proză scurtă), Editura Junimea, 1972

- Reîntoarcerea verii (proză scurtă), Editura Eminescu, 1974
- Ceasul oprit (roman), Editura Eminescu, 1980
- Masa de biliard (roman), cu un cuvânt al lui Radu Mareș pe coperta a IV-a, Editura Eminescu, 1983
- Octavia (roman), Editura Junimea, 1986, ediția a doua, revăzută, cu o prefață a lui Liviu Leonte, Editura Feed Back, 2010
- Pasaj de rațe sălbatice (roman), prima carte a trilogiei Palimpseste regăsite, Editura Omnia, 1996, cu o prefață semnată de Florin Faifer, ediția a doua, revăzută, cu aceeași prefață și o postfață de Dan Mănucă, Editura Junimea, 2018
- Între linii (roman), a doua carte a trilogiei Palimpseste regăsite, Editura Princeps, 2005, ediția a doua, revăzută, cu o prefață de Liviu Leonte și o postfață de Theodor Codreanu, Editura Junimea, 2018
- Dincolo și dincoace de linii (roman), a treia carte a trilogiei Palimpseste regăsite, cu o prefață de Mihaela Grădinariu,  Editura Junimea, 2018
- Blestemul iubirii pierdute, Cuvânt însoțitor de  Mihaela Grădinariu, Postfață de Florin Faifer și Liviu Leonte, ediția a doua revăzută și adăugită a cărților de proză scurtă „Năvod pentru scrumbii albastre” și „Reîntoarcerea verii”, Editura Junimea, Iași, 2022

### Publicistică
- Într-o cabină de transmisie, cu o prefață de Belphegor (Radu Cosașu), Editura Stadion, 1972

- Periplu moldav (reportaje), cu un cuvânt pe coperta a IV-a de Florin Faifer, Editura Eminescu, 1974
- Stampe europene (impresii de călătorie), Editura Junimea, 1976
- Cu George Lesnea prin veac (interviu), Editura Eminescu, 1977, ediția a doua, revăzută și adăugită, Editura Moldova, 1996 și ediția a treia, revăzută și adăugită, Editura Alfa, 2002
- Priveliști moldave (reportaje), Editura Junimea, 1980
- Peisaje (impresii de călătorie), Editura Junimea, 1985

- Fotograme (tablete), Editura Eminescu, 1985
- Portrete în timp (interviuri), Editura Junimea 1990
- De la Vest tot la Vest (impresii de călătorie), Editura Cugetarea, 1992, ediția a doua revăzută și adăugită, prefață și postfață Constantin Ciopraga și Dan Mănucă, Editura Princeps Multimedia, 2013
- Oleacă de taifas (interviuri), Editura Polirom, 1998
- De la apa Iordanului la fiordurile norvegiene (impresii de călătorie), cu o prefață de Florin Faifer, Editura Omnia, 1999

- Divanuri duminicale, 16+2 interviuri mărturisitoare, cu o postfață de Nicolae Turtureanu, Editura Polirom, 2001
- Repede privire asupra miracolului chinez (impresii de călătorie), Editura Princeps Edit, 2004
- Fălticeni (album), Editura Omnia, Iași, 2007, ediția a doua, revăzută și adăugită, Editura PIM, 2023
- La gurile Africii (jurnal tunisian), Editura Ideea Europeană, 2010, ediția a doua revăzută și adăugită, prefață de Ioan Holban, cu o versiune în limba franceză de Mihaela Marcelli, Editura Ars Longa, 2020
- Ferestre deschise spre prieteni, TVR Iași 20 (op monografic), Editura Timpul, 2011
- Pisanii de azi și de demult, Editura Doxologia, 2012
- Priveliștile lumii în zugrăvituri de cuvinte (impresii de călătorie), prefață de Liviu Leonte,  Editura Princeps Edit, 2013
- Convorbiri, taifasuri, divanuri, portrete, cu o postfață de Constantin Călin, Editura Doxologia, 2015

- Magiștri ai școlii ieșene de medicină în interviuri televizate, dialoguri tv. 1993-2004, cu un cuvânt înainte de Dana Baran, Editura „Gr. T. Popa” a U.M.F. Iași, 2016
- Chipuri pe pânza vremii (eboșe), Editura Junimea, 2017
- Priveliști din Grădina Maicii Domnului, selecție din tabletele din Ziarul Lumina, cu o prefață a Preasfințitului Timotei Prahoveanul, Editura Trinitas a Patriarhiei Române, 2018
- Vorona - împărăteasca lavră, album monografic, cu o prefață a Înaltpreasfințitului Mitropolit Teofan, Editura Doxologia, 2019
- Sanctuarele memoriei, călătorie la vetrele marilor personalități moldave, cu o prefață de Theodor Codreanu, Editura Doxologia, 2021
- Din cufărul taifasurilor și al divanurilor, cu o prefață de Liviu Antonesei, Editura Junimea, 2023
- Agapia și Văratec – cele două sate mănăstirești ale României, Trăiri, testimonii, amintiri, impresii de viețuitor mirean, cu o Predoslovie de PS Timotei Prahoveanul, episcop-vicar al Arhiepiscopiei Bucureștilor, Editura Doxologia, Iași, 2025

### Cărți de artă
- Iulia Hălăucescu, monografie, Editura A’92, 1999
- Iulia Hălăucescu, o încercare de efigie, album, Editura Princeps Edit, 2005
- Victor Mihăilescu Craiu, album monografic, cu o prefață de Constantin Ciopraga, Editura Omnia, 2008
- Eugen Ștefan Boușcă, album monografic, cu o prefață de Dan Hatmanu, Editura Dana Art, Iași, 2011
- Iftimie Bârleanu, album monografic, cu o prefață de Neculai Păduraru de la Sagna, Editura Printco, 2013
- În grădinile jocului cu iluziile, eseuri, cu o prefață de Dan Hăulică, Editura Dana Art, Iași, 2013
- O colecție a afinităților elective, colecția de artă a Familiei Ilisei, Editura Dana Art, Iași, 2013, ediția a doua revăzută și mult adăugită, dedicată memoriei Ecaterinei Ilisei la un an de la marea trecere, Editura Dana Art, Iași, 2021
- Bogdan Bârleanu, album monografic, cu o prefață a academicianului Răzvan Theodorescu, Editura Printco, 2014
- Valeriu Gonceariuc, album monografic, cu o prefață de Nichita Danilov, Editura Dana Art, Iași, 2016
- Gabrel Baban, album monografic, Editura Dana Art, Iași, 2018
- Adrian Podoleanu – un virtuoz al zugrăviturii de subțire, Album monografic, Editura PIM, Iași, 2021
- Pe tărâmurile desfătătoare ale artelor frumoase, cu o prefață de Nichita Danilov, Editura Junimea, Iași, 2023
- Constantin Radinschi...pictor în acuarelă, album-catalog, Editura Dana Art, Iași, 2025

### Alte monografii
Fălticeni – monografie, cu un dicționar fălticenean de Cătălin Ciolca, Editura Omnia, 2003 
Fălticeni – monografie, cu un eseu prefațator de Grigore Ilisei intitulat "Amorul pentru Fălticeni și posibilele lui înțelesuri” și cu un breviar istoric de Cătălin Ciolca, Editura Omnia, 2007 (ediția a doua revăzută și adăugită: Fălticeni și ținutul său legendar, cu un breviar istoric de Cătălin Ciolca, Editura PIM, 2023)
Frumuseți la Frumoasa. Colecția de artă „Ecaterina și Grigore Ilisei” la Mănăstirea Frumoasa, catalog conceput și realizat de Grigore Ilisei, Editura Doxologia, 2023

### Ediții îngrijite și prefațate
- Aurel George Stino, Grădina liniștii, amintiri și scrisori, Editura Junimea, 1974
- Pr. Ilie Ilisei, Osteneli sacerdotale, Editura Princeps Edit, amintiri, 2010, ediția a doua revăzută și adăugită cu o prefață a Preasfințitului Părinte Timotei Prahoveanul, Editura Doxologia, 2019, ediția a treia, revăzută și adăugită, cu o prefață a Preasfințitului Părinte Timotei Prahoveanul. Editura Doxologia, Iași, 2025
- Gheorghe Anghel, Transcripții în mozaic, Editura Dana Art, 2012
- Zoe Dumitrescu-Bușulenga – Maica Benedicta, Credințe, mărturisiri, învățăminte, interviuri și dialoguri antologate, Editura Nicodim Caligraful, 2013
- Aurel George Stino, Grădina liniștii – amintiri și scrisori, ediția a doua, îngrijită, prefațată și postfațată de Grigore Ilisei, Editura PIM, 2022

### Documentare cinematografice
- Fălticeni, documentar al Studioului Sahia, 1988
- La izvoare, documentar consacrat mănăstirilor de pe ambele maluri ale Prutului, Telefilm Chișinău, 1992

### Cărți publicate în colaborare
- Fălticeni – micromonografie, în colaborare cu Ștefan Gorovei, Editura Sport-Turism, 1987
- Fălticeni – mon amour. O scurtă istorie aproape sentimentală (în colaborare cu Paul Miron), cu ilustrații de Dan Hatmanu, pref. Ștefan S. Gorovei, Editura Polirom, 1996
- Călin Alupi – album-catalog, în colaborare cu Aurel Istrati, Editura Omnia, 1996

### Audiobook
Ștefan Bănulescu, O voce pentru fonoteca de aur, interviu al lui Grigore Ilisei cu prozatorul și lecturi ale acestuia din opera sa, Editura Doxologia, 2013

## Alte titluri
- Divanul cu prieteni, Grigore Ilisei 70, volum omagial, alcătuit de arhimandrit Timotei Aioanei și Cătălin Ciolca, Editura Doxologia, 2013
- Timotei Aioanei, Amintiri așezate în rama prieteniei, Gânduri pentru familia Ilisei, cu un cuvânt înainte de Ion Andreiță, Editura SemnE, 2021
- Titus Vîjeu, Un veac în față, un veac în spate. Cu scriitorul Grigore Ilisei despre oameni, locuri și cuvinte, Editura eLiteratura, 2021
- Hrisoave de la prieteni. Grigore Ilisei 80, volum îngrijit de PS Timotei Prahoveanul și Mihaela Grădinariu, Editura Doxologia, 2023

## Articole
Ziarul de Iași: https://www.ziaruldeiasi.ro/autor/grigore-ilisei--119.html
Ziarul Lumina: https://ziarullumina.ro/autor/grigore-ilisei.html